# Saison 2 des Mystères de l'amour
Chronologie
Saison 1 Saison 3
La deuxième saison des Mystères de l'amour, série télévisée française créée par Jean-François Porry, a été diffusée du 5 novembre 2011 au 24 mars 2012 sur la chaîne TMC.

## Synopsis de la saison
La deuxième saison s'articule autour d'une mystérieuse ferme biologique présente non loin de la grande maison de campagne où toute la bande se retrouve comme au bon vieux temps afin d'y habiter tous ensemble. Dans cette maison se cache Lucile, une jeune fille dont la sœur a disparu et qui cherche à la retrouver. Tout le monde va la soutenir et l’aider à savoir ce qui est arrivé à sa sœur. Lorsque cette dernière, Noémie, est retrouvée dans la ferme bio tenue par Virgile, le maître des lieux qui contrôle toutes les filles présentes dans la ferme, le téléspectateur peut penser que cette histoire est terminée. Mais les deux jeunes filles tombent amoureuses de Christian, et Angèle victime d'un accident de voiture disparaît. Elle est en réalité recueillie par Virgile qui la manipule et lui fait croire que Christian n’est pas un homme bien. Ce n'est qu'à la fin des 26 épisodes que compte la saison que Virgile sera arrêté. Hélène recueille de son côté un garçon, Tim, qui doit subir une opération. Laly trouve un nouveau travail et présente une chronique dans une émission télévisée. Son producteur tombe vite sous son charme bien qu’il soit marié avec Claude, qui elle aussi trompe son mari. Ingrid manipule Philippe pour le reconquérir et elle parvient à ses fins. Nicolas et Jeanne sont toujours en couple bien que Jeanne ait un faible pour Jimmy et Nicolas pour Fanny, une chanteuse faisant partie d’un groupe de musique. Lorsque Bénédicte découvre que Franck est toujours amoureux de son ex, elle trouve le réconfort dans les bras d'un chirurgien. Alors que Rudy devait partir vivre au Sri Lanka avec Chrystale, celle-ci disparaît avant leur départ. Quant à Olga, elle continue d'enchaîner les aventures.

## Distribution

### Acteurs principaux (dans l'ordre d'apparition au générique)
- Isabelle Bouysse : Jeanne Garnier
- Patrick Puydebat : Nicolas Vernier
- Laure Guibert : Bénédicte Breton
- Philippe Vasseur : José Da Silva
- Coralie Caulier : Angèle Dumont
- Sébastien Roch : Christian Roquier
- Macha Polikarpova : Olga Mirchtein
- Lakshan Abenayake : Rudy Kouma
- Carole Dechantre : Ingrid Soustal
- Tom Schacht : Jimmy Werner
- Laly Meignan : Laly Polleï
- Hélène Rollès : Hélène Girard

### Acteurs récurrents
- Yannick Debain : Philippe Daubigné
- Camille Fernandes : Léa Werner
- Lucile Marquis : Chrystale Cardonni
- Ève Peyrieux : Ève Watson
- Antoine Berry Roger : Franck
- Marine Le Gouvello du Timat : Marine
- Karine Dupray : Marion
- Marc Delva : Sean
- Elsa Esnoult : Fanny Greyson
- Nicolas Van Beveren : Antoine Vargas
- Jean-Philippe Azéma : Virgile Millon
- Annabelle Bril : Noémie
- Flavie Bataillie : Lucile
- Mélanie Guth : Anastasia
- Marie Chevalier : Claude
- Célyne Durand : Mylène
- Tristan Lignier : Dan
- Yassine Nourou : Tim
- Jacky Jakubowicz : Jacky

## Liste des épisodes
1. Une étrange locataire
2. Surveillance rapprochée
3. Comme un miracle
4. Manipulation
5. Menaces
6. Retournements
7. Disparition
8. La traque
9. Une attente insoutenable
10. Attirance réciproque
11. Séduction malhonnête
12. Espionnage
13. Mémoire incertaine
14. Chassé croisé
15. Rédemption
16. Dérapage amoureux
17. Sorties dangereuses
18. Dramatiques soupçons
19. Mensonges et trahisons
20. Des loups dans la bergerie
21. Étranges réactions
22. Trafics et confessions
23. L'incroyable retour
24. Flagrants délits
25. Terribles aveux
26. Jusqu'à la prochaine fois...